# Lonny Ross

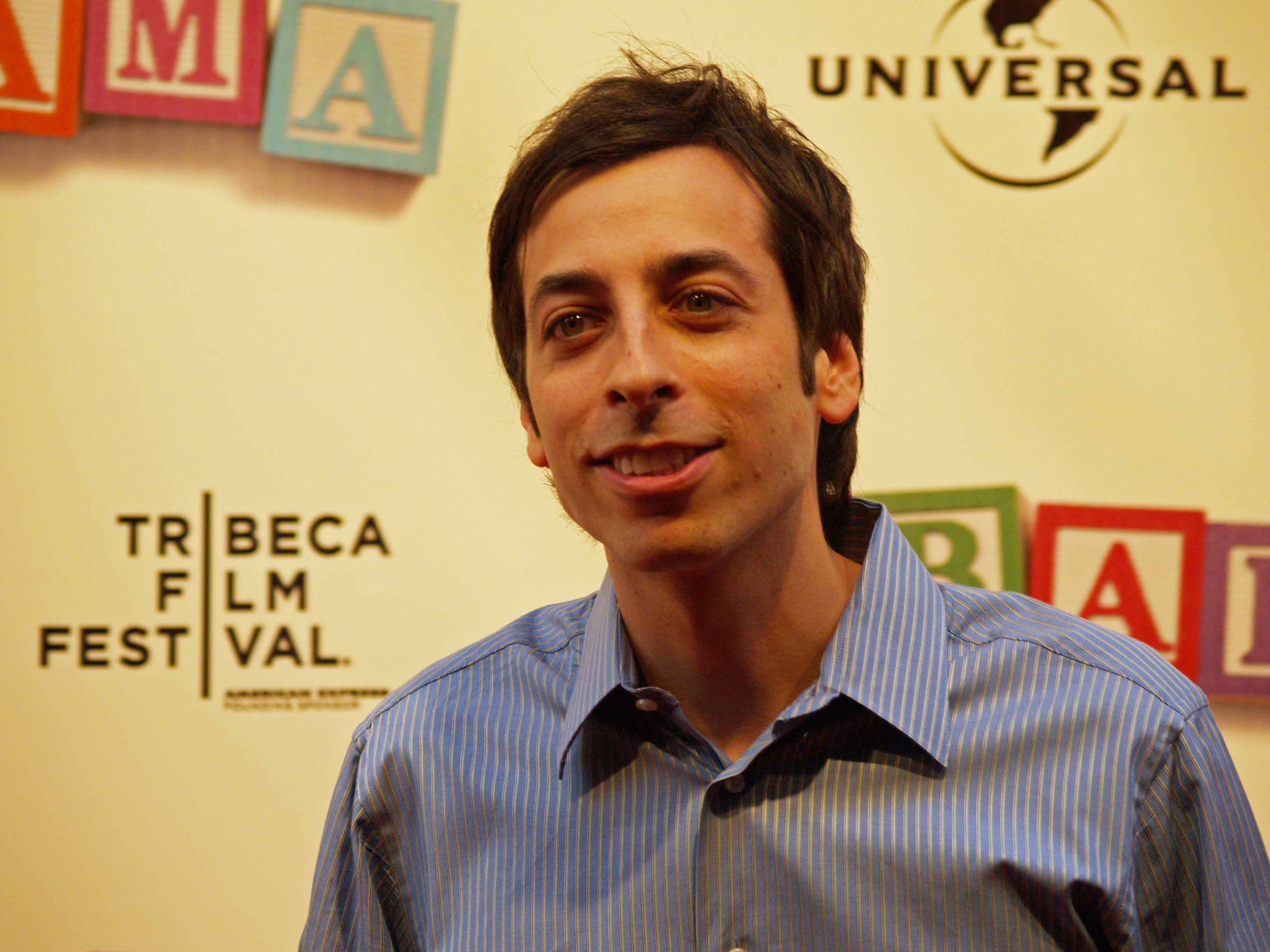
Lonny Ross, 2008

Lonny Ross ist ein US-amerikanischer Schauspieler.

## Leben
Ross begann seine Karriere Ende der 1990er Jahre mit zwei Gastauftritten in der Comedyshow Upright Citizens Brigade auf Comedy Central. In der Folge erhielt er kleine Rollen in verschiedenen Fernsehserien und Spielfilmen. Zwischen 2006 und 2009 erlangte er als Josh Girard in der Sitcom 30 Rock eine gewisse Bekanntheit beim US-Fernsehpublikum. In 37 Episoden der Serie war er dort als mittelmäßig begabter Schauspieler und Parodist zu sehen. 2011 spielte er eine der Hauptrollen in der Serie Angry Old Man & Gay Teenage Runaway, die jedoch nach sieben Episoden eingestellt wurde.

## Filmografie (Auswahl)
- 1999: Upright Citizens Brigade (Fernsehserie, 2 Episoden)
- 2006–2009: 30 Rock (Fernsehserie, 37 Episoden)
- 2007: Der Glücksbringer (Good Luck Chuck)
- 2007: Liebe lieber ungewöhnlich – Eine Beziehung mit Hindernissen (Watching the Detectives)
- 2008: College Road Trip
- 2008: The Rocker – Voll der (S)Hit (The Rocker)
- 2009: (K)ein bisschen schwanger (Labor Pains, Fernsehfilm)
- 2011: Angry Old Man & Gay Teenage Runaway (Fernsehserie, 7 Episoden)
- 2012–2013: Level Up (Fernsehserie, 22 Episoden)
- 2013: Arrested Development (Fernsehserie, 2 Episoden)